# Cheilodipterus parazonatus
Cheilodipterus parazonatus és una espècie de peix pertanyent a la família dels apogònids.

## Descripció
- Pot arribar a fer 6,1 cm de llargària màxima.
- La seua coloració va del verdós pàl·lid al gris marronós. El dors i la part superior del cap poden ésser més foscos.
- Aletes transparents.[5][6]

## Hàbitat
És un peix marí, associat als esculls i de clima tropical (5°S-15°S) que viu entre 1 i 35 m de fondària.

## Distribució geogràfica
Es troba al Pacífic occidental: Papua Nova Guinea, Salomó i la Gran Barrera de Corall (Queensland, Austràlia).

## Costums
Imita el comportament de Meiacanthus vittatus.

## Observacions
És inofensiu per als humans.